# Liste des ministres de l'Énergie en Région wallonne
Voici la liste des ministres de l'Énergie en Région wallonne depuis la création de la fonction en 1982.

## Titulaires
| Titulaire                                                   | Titulaire                   | Parti | Mandat                                                          | Gouvernement                                                               | Portefeuille ministériel                                                                                                 | Législature |
| ----------------------------------------------------------- | --------------------------- | ----- | --------------------------------------------------------------- | -------------------------------------------------------------------------- | --- | ----------- |
|                                                             | Philippe Busquin (1941- )   | PS    | 27 janvier 1982 – 11 décembre 1985 (3 ans, 10 mois et 14 jours) | Damseaux                                                                   | Ministre du Budget et de l’Énergie                                                                                       | 1re         |
| Dehousse II                                                 | Philippe Busquin (1941- )   | PS    | 27 janvier 1982 – 11 décembre 1985 (3 ans, 10 mois et 14 jours) |                                                                            | Ministre du Budget et de l’Énergie                                                                                       | 1re         |
|                                                             | Guy Lutgen (1936-2020)      | PSC   | 4 février 1988 – 18 janvier 1989 (11 mois et 14 jours)          | Coëme                                                                      | Ministre de l’Agriculture, de l’Environnement et de l’Énergie                                                            | 3e          |
| Anselme                                                     | Guy Lutgen (1936-2020)      | PSC   | 4 février 1988 – 18 janvier 1989 (11 mois et 14 jours)          |                                                                            | Ministre de l’Agriculture, de l’Environnement et de l’Énergie                                                            | 3e          |
| 8 janvier 1992 – 12 juillet 1999 (7 ans, 6 mois et 4 jours) | Guy Lutgen (1936-2020)      | PSC   | Spitaels                                                        | Ministre de l’Environnement, des Ressources naturelles et de l’Agriculture | 4e |             |
| 8 janvier 1992 – 12 juillet 1999 (7 ans, 6 mois et 4 jours) | Guy Lutgen (1936-2020)      | PSC   | Collignon I                                                     | Ministre de l’Environnement, des Ressources naturelles et de l’Agriculture | 4e |             |
| 8 janvier 1992 – 12 juillet 1999 (7 ans, 6 mois et 4 jours) | Guy Lutgen (1936-2020)      | PSC   | Collignon II                                                    | Ministre de l’Environnement, des Ressources naturelles et de l’Agriculture | 5e |             |
|                                                             | José Daras (1948- )         | Ecolo | 12 juillet 1999 – 27 juillet 2004 (5 ans et 15 jours)           | Di Rupo I                                                                  | Vice-président, ministre des Transports, de la Mobilité et de l’Énergie                                                  | 6e          |
| Van Cauwenberghe I                                          | José Daras (1948- )         | Ecolo | 12 juillet 1999 – 27 juillet 2004 (5 ans et 15 jours)           |                                                                            | Vice-président, ministre des Transports, de la Mobilité et de l’Énergie                                                  | 6e          |
|                                                             | Jean-Marc Nollet (1970- )   | Ecolo | 15 juillet 2009 – 22 juillet 2014 (5 ans et 7 jours)            | Demotte II                                                                 | Vice-président, ministre du Développement durable, de la Fonction publique, de l'Énergie, du Logement et de la Recherche | 8e          |
|                                                             | Christophe Lacroix (1966- ) | PS    | 22 juillet 2014 – 28 juillet 2017 (3 ans et 6 jours)            | Magnette                                                                   | Ministre du Budget, de la Fonction publique, de la Simplification administrative et de l'Énergie                         | 9e          |
|                                                             | Jean-Luc Crucke (1962- )    | MR    | 28 juillet 2017 – 13 septembre 2019 (2 ans, 1 mois et 16 jours) | Borsus                                                                     | Ministre du Budget, des Finances, de l'Énergie, du Climat et des Aéroports                                               | 9e          |
|                                                             | Philippe Henry (1971- )     | Ecolo | 13 septembre 2019 – 15 juillet 2024 (4 ans, 10 mois et 2 jours) | Di Rupo III                                                                | Vice-président, ministre du Climat, de l'Énergie, des Infrastructures et de la Mobilité                                  | 10e         |
|                                                             | Cécile Neven (1967- )       | MR    | 15 juillet 2024 – (10 mois)                                     | Dolimont                                                                   | Ministre de l'Énergie, du Plan Air-Climat, du Logement et des Aéroports                                                  | 11e         |